# Laadpas

Icoon voor contactloze betaling

Een laadpas is een betaalmiddel én een sleutel ineen waarmee publieke laadpalen, ook wel oplaadpunten genoemd, kunnen worden ontgrendeld om een elektrische auto of ander elektrisch vervoermiddel op te laden.
Vrijwel alle Europese laadpalen zijn met een laadpas te gebruiken en hierdoor hebben berijders van elektrische auto's een laadpas bij zich.
Een laadpas is vergelijkbaar met een bibliotheekpas of pas van een afvalstation en is voorzien van een persoonlijke RFID chip. Met deze chip kan een laadsessie gestart en gestopt worden. Laadsessies worden periodiek automatisch afgerekend aan en gefactureerd aan de gebruiker of contractant. Dit voorkomt het telkens moeten afsluiten van een afzonderlijk energiecontract per laadpaal. Men kan met één laadpas honderdduizenden laadpunten in Europa gebruiken. Anno 2024 zijn dit er al zo'n 600.000, waarvan ongeveer een kwart in Nederland staat.

## Geschiedenis
De laadpas is net als de laadpaal een Nederlandse uitvinding, o.a. ontstaan in overleggen tussen de netbeheerders en stichting e-laad in de jaren 2010-2012. Sinds 2013 worden laadpassen ook aangeboden door andere organisaties zoals energiebedrijven.
Om de laadpalen en laadpassen in Nederland tot een succes te brengen heeft men tijdens het ontstaan van de laadpas met elkaar een roamingverplichting afgesproken en is er een open protocol ontwikkeld, genaamd OCPI, Open Charge Point Interface. Roaming houdt in dat elke laadpas die in Nederland wordt uitgegeven op alle laadpalen in Nederland wordt geaccepteerd. Zo kunnen mensen met een laadpas van bijvoorbeeld Vattenfall laadpalen van Eneco gebruiken en met de laadpas van Vandebron kunnen laadpalen van Engie worden bediend. Dit geldt ook voor alle snellaadstations langs de snelweg, van bijvoorbeeld Fastned, Allego of Shell Recharge. Door deze roamingovereenkomsten en OCPI is de laadpas sinds 2013 uitgegroeid tot de Europese standaard voor ontgrendelen en betalen bij de laadpaal.
Er komen met enige regelmaat alternatieven op de markt die volledig op smartphonegebruik zijn gebaseerd, echter de praktische voordelen van de laadpas scoren beter op het gebied van gebruikersgemak. Zo werkt een laadpas zonder mobiel bereik en zonder mobiele telefoon. Men ontgrendelt het juiste laadpunt en een laadpas kan gedeeld worden met derden. Er kan met meerdere passen op één rekening worden geladen. Omdat de laadpas in heel Europa de standaard is geworden en RFID kaartlezers weinig kosten worden er in korte tijd veel laadpalen in Europa bijgeplaatst. Er komt geen bank of andere financiële instelling aan deze transacties te pas. Dit vereenvoudigt de exploitatie van laadpalen.
Bedrijven die laadpalen exploiteren worden Charge Point Operators genoemd, oftewel CPO's. Bedrijven die laadpassen uitgeven om deze laadpalen te ontgrendelen worden 'laadpas aanbieders' of (e)Mobility Service Providers genoemd, oftewel (e)MSP's. Buiten Nederland spreekt men doorgaans over EMP's (E-Mobility Providers).

## Acceptatie buiten Nederland
In bijna elk Europees land wordt de Nederlandse laadpas geaccepteerd via roaming. Nederlandse passen werken over het algemeen goed op 80-90% van de buitenlandse laadpalen zoals bijvoorbeeld in België, Duitsland, of Frankrijk. Naarmate men verder buiten Nederland gaat verandert dit, bijvoorbeeld op de Balkan en in Portugal wordt het gebruik van lokale laadpassen aangeraden. In in het Verenigd Koninkrijk wordt de creditcard als betaalmethode gehanteerd. Hierdoor werkt de Nederlandse laadpas op ongeveer 30% van de Engelse laadinfrastructuur. Buitenlandse laadpassen werken onregelmatig in Nederland. Bij snelladers langs de snelwegen worden deze laadpassen over het algemeen het beste geaccepteerd.

## Modellen
In Europa zijn er meer dan 500 laadpasaanbieders. Er zijn diverse vergelijkingswebsites waar de tarieven en andere verschillen tussen alle aanbieders worden weergegeven. Ook kan men op deze sites raadplegen waar de gebruikte laadpas wordt geaccepteerd. Omdat berijders vaak een alternatief achter de hand willen hebben in het geval van verstoringen en/of vanwege de prijsverschillen is het gebruikelijk dat particuliere elektrische rijders meerdere laadpassen in de auto liggen.

## Werking
De procedure bij de laadpaal is eenvoudig. Men sluit de auto met de laadkabel aan op het laadpunt. Men houdt de laadpas voor de paslezer, welke meestal voorzien is van een RFID icoontje (zie afbeelding) en het laden start. Vaak hoort men dan een piep en verschijnt er een blauwkleurig licht. De laadkabel is nu tevens vergrendeld tegen diefstal. Voor het stoppen van het laden houdt men dezelfde laadpas op dezelfde plaats en het laden zal stoppen. De kabel wordt dan weer ontgrendeld. Hierdoor functioneert de laadpas als een sleutel die de laadkabel tijdens het laden veilig houdt. Alleen de bezitter van de laadpas en de CPO kan de laadkabel ontgrendelen en de laadsessie stoppen. Voor snelladers is een eigen kabel niet benodigd; deze zijn voorzien van vaste kabels.

## Tarieven
Er zijn verschillende tarieven voor laadpassen. Er zijn laadpassen die de basistarieven van de exploitant doorberekenen, maar ook laadpassen met vaste tarieven voor alle laadpalen. Er zijn ook laadpassen die werken met pre-paid bundels. De tarieven van het laden lopen uiteen van €0,01 tot €1,00 per kWh. Het gemiddelde tarief voor publiek laden is afhankelijk van diverse factoren zoals regulier of snelladen, regio of stad, CPO, aanbesteding en gebruikte laadpas.

## Alternatieven
Er is kritiek dat bij veel laadpalen enkel betaald kan worden met specifieke laadpassen, met de nodige onderlinge beperkingen van geldigheid en waarbij er in Europa honderden laadpassen bestaan met veel verschillende tarieven.
In de EU moeten alle nieuwe installaties van snellaadpalen vanaf 13 april 2024 uitgerust zijn met een betaalterminal waar de gebruiker kan betalen met een gewone bankkaart, en moet de prijs ook op het scherm getoond worden. Voor bestaande snellaadpalen geldt dezelfde verplichting vanaf 2027. Bij tragere ("gewone") laadpalen die geïnstalleerd worden vanaf april 2024 moet er eveneens geladen kunnen worden zonder laadpas, maar dan via een QR-code waarna de klant op een elektronisch platform een elektronische betaling kan doen.